# یوکلوم
یوکلوم (به سوئدی: Ucklum) یک سکونتگاه مسکونی در سوئد است که در Stenungsund Municipality واقع شده‌است.

## خصوصیات
یوکلوم ۰٫۳۰ کیلومترمربع مساحت و ۲۵۵ نفر جمعیت دارد.